# Young People
Young People is een Amerikaanse dramafilm uit 1940 onder regie van Allan Dwan.

## Verhaal
Joe en Kit Ballantine hebben besloten om hun carrière in het variété stop te zetten, zodat ze zich kunnen toeleggen op de opvoeding van hun dochter Wendy. Ze verhuizen naar een klein dorp in New England, maar daar wacht hun geen hartelijk welkom. Wanneer er een storm op til is, trakteren ze de dorpelingen op een optreden.

## Rolverdeling
| Acteur              | Personage           |
| ------------------- | ------------------- |
| Shirley Temple      | Wendy               |
| Jack Oakie          | Joe Ballantine      |
| Charlotte Greenwood | Kit Ballantine      |
| Arleen Whelan       | Judith              |
| George Montgomery   | Mike Shea           |
| Kathleen Howard     | Hester Appleby      |
| Minor Watson        | Dakin               |
| Frank Swann         | Fred Willard        |
| Frank Sully         | Jeb                 |
| Mae Marsh           | Maria Liggett       |
| Sarah Edwards       | Mevrouw Stinchfield |
| Irving Bacon        | Otis                |
| Charles Halton      | Moderator           |
| Arthur Aylesworth   | Portier             |
| Olin Howard         | Stationschef        |